# Szekel (masa)
Szekel, szekiel (też sykl) – starożytna hebrajska i babilońska jednostka masy i pieniądza odpowiadająca około 11 g. Wiadomo, że stosowano ją w II tysiącleciu p.n.e. Używana jako pieniądz, odpowiadała wartości jednego szekla srebra.
W krainach Mezopotamii jednostki były przeliczane następująco:
talent (30,5 kg srebra) = 60 min (bintu)
mina (505 g srebra) = 60 szekli
szekel (8,41 g srebra) = 24 oboli.
Obol nie był właściwie jednostką masy i był zapożyczony z systemu greckiego, gdzie talent równy był 
1000 drachm. Masa talentu była zmienna – w różnych okresach i miejscach ta sama nazwa oznaczała inne masy.
Najmniejszą jednostką masy w państwach starożytnego Wschodu było sze i odpowiadała masie jednego ziarna jęczmienia 0,04 grama.
W państwie nowobabilońskim obowiązywały orientacyjnie następujące ceny:
| Niewolnik                   | 15 szekli                                             |
| Wół                         | 30 szekli                                             |
| Wizyta u lekarza            | 5 szekli                                              |
| Dzban wina palmowego        | 1 szekel                                              |
| Pensje roczne:              |                                                       |
| Najwyższy dowódca wojsk     | 10 min srebra + po 10 szat wysokiej i zwykłej jakości |
| Najwyższy sędzia            | 3 miny srebra + po 3 szaty wysokiej i zwykłej jakości |
| Pisarz                      | 30 szekli                                             |
| Najemny strażnik            | 12 szekli                                             |
| Robotnik niewykwalifikowany | 2 szekle                                              |